# Jason Watkins
Pour les articles homonymes, voir Watkins.
Jason Watkins est un acteur britannique né le 28 octobre 1962 à Albrighton, Angleterre.

## Biographie
Jason Watkins est né le 28 octobre 1962 à Albrighton, Angleterre.

### Vie privée
Il a deux enfants, Freddie et Pip Watkins de sa précédente relation avec Caroline Harding.
Il est marié à l'actrice Clara Francis depuis 2014. Ils ont trois enfants, Bessie, Gilbert et Maude Watkins (2009 -2011).

## Filmographie

### Cinéma

#### Longs métrages
- 1988 : High Hopes de Mike Leigh : Wayne
- 1992 : Killer Instinct (Split Second) de Tony Maylam : L'assistant du médecin légiste
- 1997 : Demain ne meurt jamais (Tomorrow Never Dies) de Roger Spottiswoode : Un officier de l'armée de l'air
- 1999 : Onegin de Martha Fiennes : Guillot
- 2000 : Circus de Rob Walker : Dom
- 2000 : Sabotage d'Esteban Ibarretxe et Jose Miguel Ibarretxe : Capitaine Worplesdon
- 2003 : She Stoops to Conquer de Robin Lough et Max Stafford-Clark : Diggory
- 2004 : Bridget Jones : L'Âge de raison (Bridget Jones: The Edge of Reason) de Beeban Kidron : Charlie Parker-Knowles
- 2006 : Sixty Six de Paul Weiland : Mr Spender
- 2006 : Confetti de Debbie Isitt : Gregory
- 2007 : À la croisée des mondes : La Boussole d'or (His Dark Materials: The Golden Compass) de Chris Weitz : Bolvangar
- 2007 : Five Days: Revised Final Episode : Francis Cross
- 2008 : Wild Child de Nick Moore : Mr Nellist
- 2009 : Sacré Noël (Nativityǃ) de Debbie Isitt : Gordon Shakespeare
- 2011 : Lost Christmas de John Hay : Le noble de Noël
- 2012 : Sacré Noël : Drôle de chorale (Nativity 2: Danger in the Manger!) de Debbie Isitt : Gordon Shakespeare
- 2014 : Nativity 3: Dude, Where's My Donkey?! de Debbie Isitt : Gordon Shakespeare
- 2017 : Hampstead de Joel Hopkins : James Smythe
- 2017 : My Lady (The Children Act) de Richard Eyre : Nigel Pauling, le greffier
- 2018 : L'Homme qui tua Don Quichotte (The Man Who Killed Don Quixote) de Terry Gilliam : Rupert
- 2024 : Scandaleusement vôtre (Wicked Little Letters) de Thea Sharrock : Mr Treading

#### Courts métrages
- 2013 : To Leech de Stephen Leslie : Colin
- 2016 : Up to Us de Louis Berry : John
- 2017 : The Overcoat de Patrick Myles : Christopher Cobbler
- 2019 : We Are Where We Are de Sacha Teulon : Andy
- 2023 : The One Note Man de George Siougas : Le musicien

### Télévision

#### Séries télévisées
- 1987 - 1988 : EastEnders : Gerry
- 1991 : Soldier Soldier : Caporal Geoff Porter
- 1993 : Bailey et Stark (The Good Guys) : Paul
- 1993 : The Buddha of Suburbia : Terry
- 1993 : Between the Lines : Le sergent
- 1994 : Casualty : Partridge
- 1995 : Pie in the Sky : Jason Burgess
- 1995 / 1999 : The Bill : Stone / Saul Bream
- 1998 : Duck Patrol : Kevin Delaney
- 2004 : Family Business : Barry
- 2004 : Conviction : Jason Buliegh
- 2004 : William and Mary : Olly Forshaw
- 2004 : Sex Traffic : Inspecteur Lucas Reese
- 2005 : Funland : Bradley Stainer
- 2005 : Bodies : Ralph Harris
- 2005 - 2006 : The Virgin Queen : Christopher Hatton
- 2006 : The Romantics : Denis Diderot
- 2006 : Blue Murder : Bar
- 2007 : Life on Mars : Colin Merrick
- 2007 : Five Days : Francis Cross
- 2007 : The Last Detective : Desmond Marshal
- 2007 : The Life and Times of Vivienne Vyle : Dr Jonathan Fowler
- 2007 : Coming Up : Colin
- 2008 : Inspecteur Lewis (Lewis) : Oswald Cooper
- 2008 : Hotel Babylon : Murray
- 2008 : La Petite Dorrit (Little Dorrit) : Plornish
- 2008 : Holby Blue : Havers
- 2008 : Wired : Mart
- 2008 - 2009 : Lark Rise to Candleford : Arthur "Cabbage" Patterson
- 2009 : Hercule Poirot (Agatha Christie's Poirot) : Joe Bland
- 2009 : Personal Affairs : Art Grimble
- 2009 : Murderland : Ed Croom
- 2009 - 2011 : Being Human : La Confrérie de l'étrange (Being Human) : Herrick
- 2010 : Little Crackers : Vince
- 2010 - 2012 : Dirk Gently, détective holistique (Dirk Gently's Holistic Detective Agency) : DI Gilks
- 2011 : Psychoville : Peter Bishop
- 2011 : The Hour : George Hemmings
- 2011 : The Body Farm : Edward Worrell
- 2011 - 2018 : Trollied : Gavin
- 2012 : Prisoners' Wives : Will
- 2012 : Twenty Twelve : Richard Salter
- 2012 : Miranda : Dick Twist
- 2013 : Call the Midwife : Révérend Applebee-Thornton
- 2013 : Doctor Who : Webley
- 2013 : The Wrong Mans : l'anesthésiste
- 2013 : Atlantis : Crios
- 2014 : Our Zoo : Ronald Tipping
- 2014 : The Lost Honour of Christopher Jefferies : Christopher Jefferies
- 2014 - 2017 : W1A : Simon Harwood
- 2015 : Affaires non classées (Silent Witness) : Stan Hughes
- 2016 : The Hollow Crown : William de la Pole, duc de Suffolk
- 2016 : Friday Night Dinner : Tony Michaels
- 2016 : The Secret : Pasteur Hansford
- 2016 : Love, Nina : Malcolm
- 2017 : Taboo : Solomon Coop
- 2017 : Line of Duty : Tim Ifield
- 2017 : Safe House : Simon Duke
- 2017 : Decline and Fall : Wilfred Lucas-Dockery
- 2017 / 2024 : Inside No. 9 : Kevin
- 2018 : A Very English Scandal : Emlyn Hooson
- 2018 : Inspecteur Barnaby (Midsomer Murders) : Joe Ferabbee
- 2018 : La Colline aux lapins (Watership Down) : Capitaine Orchis (voix)
- 2018 - 2019 : Hold the Sunset : Roger
- 2019 : The Crown : Harold Wilson
- 2020 : Des : Brian Masters
- 2020 : Hitmen : L'avocat
- 2020 - 2023 : McDonald et Dodds (McDonald and Dodds) : Sergent Dodds
- 2021 : Le Tour du monde en quatre-vingts jours (Around the World in 80 Days) : Bernard Fortescue
- 2022 : SAS ː Rogue Heroes : Winston Churchill
- 2023 : Archie : Stanley Fox
- 2023 : The Catch : Ed
- 2024 : Coma ː Simon
- 2024 : Batman, le justicier masqué : Alfred Pennyworth (voix originale)

#### Téléfilms
- 1999 : Bostock's Cup de Marcus Mortimer : Tommy Bennett
- 1999 : Sex 'n' Death de Guy Jenkin : Mick Luger
- 2003 : State of Mind de Christopher Menaul : Nathan Saunders
- 2004 : In Denial of Murder de David Richards : Stephen Downing
- 2005 : Jours tranquilles à Corfou (My Family and Other Animals) de Sheree Folkson : Durant
- 2005 : Housewife, 49 de Gavin Millar : Dr Roger Brierley
- 2005 : The Booze Cruise II: The Treasure Hunt de Paul Seed : Laurence
- 2006 : Fear of Fanny de Coky Giedroyc : Derek
- 2007 : The History of Mr Polly de Gillies MacKinnon : Vicar
- 2008 : Le Choix de Jane (Miss Austen Regrets) de Jeremy Lovering : Révérend Clarke
- 2009 : May Contain Nuts de John Henderson : John Worrall
- 2021 : The Trick de Pip Broughton : Phil Jones